# Sierra Leone i olympiska sommarspelen 1988
Sierra Leone deltog med en trupp i de olympiska sommarspelen 1988, men ingen av landets deltagare erövrade någon medalj.

## Friidrott
Herrarnas maraton
- Baba Ibrahim Suma-Keita – 3:04,00 (→ 95:e plats)

Herrarnas 4 x 400 meter stafett
- Horace Dove-Edwin, Felix Sandy, Benjamin Grant och David Sawyerr
  - Heat – 3:10,47 (→ gick inte vidare)

Herrarnas längdhopp
- Francis Keita
  1. Kval – 6,87m (→ gick inte vidare)